# Saut en hauteur masculin aux championnats du monde d'athlétisme 1999
Navigation
Athènes 1997 Edmonton 2001
L'épreuve du saut en hauteur masculin des championnats du monde d'athlétisme 1999 s'est déroulée les 21 et 23 août 1999 au Stade olympique de Séville, en Espagne. Elle est remportée par le Russe Vyacheslav Voronin.

## Résultats

### Finale
| Rang               | Athlète             | Pays         | Essais | Essais | Essais | Essais | Essais | Essais | Essais | Marque | Notes |
| Rang               | Athlète             | Pays         | 2,20 m | 2,25 m | 2,29 m | 2,32 m | 2,35 m | 2,37 m | 2,40 m | Marque | Notes |
| ------------------ | ------------------- | ------------ | ------ | ------ | ------ | ------ | ------ | ------ | ------ | ------ | ----- |
| Médaille d'or      | Vyacheslav Voronin  | Russie       | o      | -      | o      | o      | o      | o      | xxx    | 2.37 m | WL    |
| Médaille d'argent  | Mark Boswell        | Canada       | o      | -      | xxo    | -      | xxo    | xxx    |        | 2.35 m | NR    |
| Médaille de bronze | Martin Buß          | Allemagne    | o      | o      | o      | o      | xxx    |        |        | 2.32 m |       |
| 4                  | Dragutin Topić      | Yougoslavie  | o      | o      | o      | xxo    | xxx    |        |        | 2.32 m | SB    |
| 5                  | Staffan Strand      | Suède        | o      | -      | o      | xxx    |        |        |        | 2.29 m |       |
| 6                  | Kwaku Boateng       | Canada       | o      | xxo    | o      | xxx    |        |        |        | 2.29 m |       |
| 6                  | Lee Jin-Taek        | Corée du Sud | o      | xxo    | o      | xxx    |        |        |        | 2.29 m | SB    |
| 8                  | Charles Austin      | États-Unis   | o      | -      | xxo    | xx-    | x      |        |        | 2.29 m |       |
| 8                  | Brendan Reilly      | Irlande      | -      | o      | xxo    | xxx    |        |        |        | 2.29 m | NR    |
| 10                 | Wilbert Pennings    | Pays-Bas     | o      | o      | -      | xxx    |        |        |        | 2.25 m |       |
| 10                 | Abderrahmane Hammad | Algérie      | o      | o      | -      | xxx    |        |        |        | 2.25 m |       |
| 10                 | Stefan Holm         | Suède        | o      | o      | x-     | xx     |        |        |        | 2.25 m |       |
| —                  | Steve Smith         | Royaume-Uni  | -      | -      | -      | -      | x-     | xx     |        | NM     |       |

### Qualifications
Qualification : 2,29 m (Q) ou les 12 meilleures performances (q).
| Rang | Groupe | Athlète               | Pays               | 2.15 | 2.20 | 2.23 | 2.26 | 2.29 | Marque | Notes |
| ---- | ------ | --------------------- | ------------------ | ---- | ---- | ---- | ---- | ---- | ------ | ----- |
| 1    | A      | Kwaku Boateng         | Canada             | –    | o    | o    | o    | o    | 2.29   | Q     |
| 1    | A      | Vyacheslav Voronin    | Russie             | o    | o    | o    | o    | o    | 2.29   | Q     |
| 1    | A      | Dragutin Topić        | Yougoslavie        | o    | o    | o    | o    | o    | 2.29   | Q     |
| 4    | A      | Charles Austin        | États-Unis         | o    | –    | o    | xo   | o    | 2.29   | Q     |
| 4    | B      | Mark Boswell          | Canada             | o    | –    | xo   | o    | o    | 2.29   | Q     |
| 4    | B      | Stefan Holm           | Suède              | o    | o    | –    | xo   | o    | 2.29   | Q     |
| 7    | A      | Martin Buß            | Allemagne          | –    | xxo  | o    | o    | o    | 2.29   | Q     |
| 8    | A      | Staffan Strand        | Suède              | –    | o    | o    | o    | xo   | 2.29   | Q     |
| 9    | A      | Wilbert Pennings      | Pays-Bas           | o    | o    | –    | xo   | xo   | 2.29   | Q     |
| 9    | B      | Lee Jin-taek          | Corée du Sud       | o    | o    | –    | xo   | xo   | 2.29   | Q     |
| 11   | A      | Abderrahmane Hammad   | Algérie            | xxo  | o    | xo   | xxo  | xxo  | 2.29   | Q     |
| 12   | B      | Brendan Reilly        | Irlande            | o    | o    | –    | o    | xxx  | 2.26   | q     |
| 12   | B      | Steve Smith           | Grande-Bretagne    | –    | o    | –    | o    | x–   | 2.26   | q     |
| 14   | B      | Wolfgang Kreissig     | Allemagne          | –    | xo   | o    | o    | xxx  | 2.26   |       |
| 15   | B      | Tim Forsyth           | Australie          | o    | –    | xo   | xxo  | xxx  | 2.26   |       |
| 16   | B      | Dejan Miloševic       | Slovénie           | o    | xo   | o    | xxx  |      | 2.23   |       |
| 17   | B      | Sergey Dymchenko      | Ukraine            | o    | o    | xo   | xxx  |      | 2.23   |       |
| 18   | B      | Jan Janků             | Tchéquie           | o    | xo   | xo   | xxx  |      | 2.23   |       |
| 19   | A      | Gilmar Mayo           | Colombie           | o    | o    | xxo  | x–   | xx   | 2.23   |       |
| 20   | A      | Anthony Idiata        | Nigeria            | o    | o    | xxx  |      |      | 2.20   |       |
| 20   | A      | Konstantin Matusevich | Israël             | o    | o    | xxx  |      |      | 2.20   |       |
| 22   | A      | Elvir Krehmić         | Bosnie-Herzégovine | xo   | o    | –    | xxx  |      | 2.20   |       |
| 23   | B      | Jean-Claude Rabbath   | Liban              | o    | xo   | xxx  |      |      | 2.20   |       |
| 24   | B      | Sergey Klyugin        | Russie             | xo   | xo   | xxx  |      |      | 2.20   |       |
| 25   | A      | Ben Challenger        | Grande-Bretagne    | o    | xxo  | xxx  |      |      | 2.20   |       |
| 25   | B      | Henry Patterson       | États-Unis         | o    | xxo  | –    | xxx  |      | 2.20   |       |
| 27   | A      | Andriy Sokolovskyy    | Ukraine            | o    | xxx  |      |      |      | 2.15   |       |
| 27   | B      | Charles Clinger       | États-Unis         | o    | xxx  |      |      |      | 2.15   |       |
| 29   | A      | Lambros Papakostas    | Grèce              | xo   | –    | xxx  |      |      | 2.15   |       |
| 29   | B      | Takahiro Kimino       | Japon              | xo   | xxx  |      |      |      | 2.15   |       |
|      | A      | Metin Dormushev       | Turquie            | xxx  |      |      |      |      | NM     |       |

## Légende
Records et Performances
- AR : Record continental (area record)
- CR : Record des championnats (championship record)
- MR : Record du meeting (meet record)
- NR : Record national (national record)
- OR : Record olympique (olympic record)
- PR : Record paralympique (paralympic record)
- PB : Record personnel (personal best)
- SB : Meilleure performance personnelle de la saison (season's best)
- WL : Meilleure performance mondiale de l'année (world leader)
- WJR : Record du monde junior (world junior record)
- WR : Record du monde (world record)

Circonstances et Conditions
- DNF : N'a pas terminé (did not finish)
- DNS : N'a pas pris le départ (did not start)
- DQ : Disqualification (disqualification)
- NM : Aucun essai valable enregistré (No Mark)
- Q : Qualifié « directement » au prochain tour (ou à la prochaine compétition), lors d'une compétition majeure, grâce au classement ou à la réalisation des minima (automatic qualifier)
- q : Qualifié au prochain tour (ou à la prochaine compétition), lors d'une compétition majeure, grâce au repêchage ou à la réalisation de l'une des meilleures performances parmi celles des « non qualifiés directement » (grâce au meilleur temps ou à la meilleure distance par exemple) (secondary qualifier)